# Io sono il messaggero
Io sono il messaggero (The Messenger) è un romanzo di Markus Zusak, scritto nel 2002, vincitore del Children's Book Council of Australia nel 2003.
È stato pubblicato per la prima volta in Italia nel 2006 da Mondadori con il titolo La quinta carta, per poi essere tradotto nuovamente con il titolo Io sono il messaggero nel 2015, edito da Frassinelli.

## Trama
Il protagonista del romanzo è Ed Kennedy, un ragazzo di diciannove anni che per certi versi è il tipico abitante dei sobborghi cittadini. Egli fa il tassista, nonostante la sua giovane età (per guidare un taxi, infatti, l'età minima è di venti anni), ama leggere, gioca a carte insieme ai sue tre migliori amici, Marvin, Ritchie e Audrey, ed è profondamente innamorato di quest'ultima, la quale però non vuole legarsi a lui per non rischiare di dover soffrire ancora per una persona che ha rapito il suo cuore, cosa già accaduta nel passato.
Il romanzo inizia con la descrizione di una rapina in banca, visibilmente condotta da un incapace, ed è proprio da questo episodio che prendono vita gli avvenimenti successivi, cruciali per il protagonista, apparentemente scelto per aver fermato il rapinatore. Il primo di questi è il ritrovamento, nella cassetta delle lettere, di un asso di quadri. Non si tratta, tuttavia, di un asso come tutti gli altri, anche perché vi sono scritti tre indirizzi completi di numero civico e di un orario adatto per visitarli, coincidenti con tre luoghi in cui si deve fare qualcosa per cambiare la vita di alcune persone. Le stesse richieste, con qualche piccolo enigma per arrivare agli indirizzi, si trovano sulle altre tre carte, che sono, in ordine, l'asso di fiori, quello di picche e quello di cuori.
Ed allora accetta di essere un messaggero, e lo fa dentro di sé, non conoscendo la persona che sta dietro a tutto. Per completare la prima carta deve fermare le violenze che un uomo puntualmente infligge alla moglie di ritorno dal pub, ubriaco, intorno a mezzanotte, provocando la tristezza di lei e della sua bambina ottenne, deve portare un po' di compagnia a Milla, una donna di ottantatré anni rimasta sola dopo la morte di Jimmy, il suo tanto amato marito, e deve dare la forza di credere in se stessa a Sophie, una ragazzina incredibilmente brava a correre a piedi nudi. Solo una volta portate a termine queste prime tre prove e dopo l'incontro con Deryl e Keith, due uomini incaricati di congratularsi con lui, di prenderlo a botte e di consegnargli la prossima carta, procede. Le altre tre missioni riguardano il portare una folla di fedeli alla Messa di padre O'Reilly, sacerdote di un sobborgo della città che vive in continuo contatto con i poveri ed è solitamente abituato ad avere pochissime persone in chiesa durante le proprie celebrazioni eucaristiche, il rallegrare, seppur per un secondo, Angie, una ragazza madre di tre figli, ed il far avvicinare i fratelli Rose, ragazzi un po' sbruffoni, che hanno delle loro regole e non si adattano a quelle decise dagli altri, un po' come tutti gli abitanti dei sobborghi. La terza carta gli viene consegnata durante la Partita delle Mazzate, una partita di rugby che si svolge  ogni anno il primo sabato di dicembre, si chiama così perché viene giocata a piedi nudi e dunque il rischio di farsi male è veramente molto alto. Le prossime prove vedono Ed far sentire speciale la famiglia Tatupu, una famiglia originaria della Polinesia, far sfogare la propria madre, che finalmente riesce a svelargli la sua opinione su di lui, troppo simile al padre per fare qualcosa di diverso dalla monotonia quotidiana e per uscire dal sobborgo, e infine riportare indietro nel tempo Bernie, il vecchio proprietario di un vecchio cinema. Nella terza carta, però, c'è un piccolo enigma per arrivare ai nomi, composto dai nomi di tre grandi scrittori (Graham Greene, Morris West e Sylvia Plath), e la cosa si ripete nel quarto asso, su cui compaiono i nomi di tre grandi film, tra cui Vacanze romane. Ed riesce allora ad arrivare ai nomi delle prossime persone da aiutare, e scopre che queste coincidono con le personalità legate a questi tre film, ossia con Ritchie, Marvin e Audrey (per fare un esempio, si arriva a Audrey da Audrey Hepburn, protagonista di Vacanze romane. I messaggi da consegnare non sono semplici, e la difficoltà è maggiore dato il rapporto di amicizia che è presente tra loro. Ritchie ha vergogna di se stesso, non avendo nessuna ambizione né voglia di lavorare, ed Ed lo sprona a darsi una scrollata, a cercare un lavoro e a fare  qualcosa che non sia girare di pub in pub, scommettere o giocare a carte continuamente. Marvin è diventato avarissimo negli ultimi tempi, ed Ed scopre che dietro a tutto c'è sua figlia, una bambina di quasi tre anni che non ha mai visto e con la quale vorrebbe recuperare un certo tipo di rapporto, anche attraverso dei soldi messi da parte con il proprio lavoro di carpentiere. Il messaggio per Audrey, infine, è farle conoscere l'amore. Lei e il protagonista sono migliori amici da anni, forse anche di più, ed entrambi si desiderano, anche se lei non si unisce a lui per le ragioni scritte sopra. Bastano tre minuti però per farle capire tutto, tant'è vero che alla fine il loro amore trionfa, tra la conclusione del romanzo.
Al contrario di quello che crede Ed, però, l'asso di cuori non è l'ultima carta che gli viene recapitata, perché questa è il Jolly. C'è scritto un solo indirizzo, e questo combacia con quello di Ed Kennedy. Il messaggio è pertanto per se stesso, e non mancano di arrivare le risposte alle sue domande. Il motivo per cui il tutto è stato messo in atto è evitare che Ed faccia la stessa fine del padre, morto perché alcolista e con tante promesse non portate a termine sulle spalle, ed il vero mandante è una persona che già ha pianificato tutto, lo ha stampato e lo ha messo in una cartellina. Lì si può leggere tutta la storia, si può leggere come sia stato proprio lui a dire a tutti i personaggi cosa dovessero fare e così. ripensandoci mentre Audrey gli dice che l'unica cosa che manca è la loro storia, che appartiene soltanto a loro due, Ed capisce tutta la verità: lui non è il messaggero, ma il messaggio, perché se persino una persona come lui può arrivare ad agire e vivere al di là delle proprie capacità, allora possono farlo tutti. Il messaggero è chi ha scritto il libro, avendo pianificato la storia in ogni minimo dettaglio, tutto è stato creato a partire da lui, ed i veri destinatari non sono le persone in difficoltà, ma coloro che leggono, comprendono, e scelgono di modificare la propria vita compiendo anche l'inimmaginabile.

## Edizioni
- Markus Zusak, La quinta carta, traduzione di Fabio Paracchini, Milano, Mondadori junior, 2006, ISBN 88-04-55768-0.
- Markus Zusak, Io sono il messaggero, traduzione di Chiara Brovelli, Milano, Frassinelli, 2015, ISBN 978-88-200-5731-2.

## Adattamenti
Nel 2008 il romanzo è stato adattato per il teatro da Ross Mueller, ed è stato messo in scena per la prima volta dal Canberra Youth Theatre il 24 novembre dello stesso anno. 
Nel 2011 il romanzo è stato adattato nuovamente per il teatro dalla Curtin's Hayman Theatre Company ed è stato messo in scena al Subiaco Arts Centre, a Perth.
Nel 2015 il romanzo è stato adattato per il teatro da Xavier Hazard e Archie Stapleton ed è stato inscenato dalla Redfoot Youth Theatre Company, a Perth.

## Premi e riconoscimenti
- Vinto - New South Wales Premier's Literary Awards: Ethel Turner Prize for Young People's Literature (2003)
- Vinto - CBCA Children's Book of the Year Award: Older Readers (2003)[4]
- Vinto - Publishers Weekly Best Books of the Year for Children (2005)
- Bulletin Blue Ribbon Book (2006)
- Vinto - Honour Book, Michael L. Printz Award (2006)[5]
- Vinto - Deutscher Jugendliteraturpreis (2007)